# Kopiikove, Berezivka
Kopiikove (în ucraineană Копійкове) este un sat în comunei Ciohodarivka din raionul Berezivka, regiunea Odesa, Ucraina.

## Demografie
Componența lingvistică a localității Kopiikove
     Ucraineană (91,15%)
     Română (6,54%)
     Rusă (1,92%)
Conform recensământului din 2001, majoritatea populației localității Kopiikove era vorbitoare de ucraineană (91,15%), existând în minoritate și vorbitori de română (6,54%) și rusă (1,92%).